# Taeromys celebensis
Taeromys celebensis là một loài động vật có vú trong họ Chuột, bộ Gặm nhấm. Loài này được Gray mô tả năm 1867.